# Municipio de Henderson (Dakota del Norte)
El municipio de Henderson (en inglés: Henderson Township) es un municipio ubicado en el condado de Cavalier en el estado estadounidense de Dakota del Norte. En el año 2010 tenía una población de 40 habitantes y una densidad poblacional de 0,53 personas por km².

## Geografía
El municipio de Henderson se encuentra ubicado en las coordenadas 48°40′57″N 98°46′48″O / 48.68250, -98.78000. Según la Oficina del Censo de los Estados Unidos, el municipio tiene una superficie total de 75.51 km², de la cual 72,31 km² corresponden a tierra firme y (4,23 %) 3,2 km² es agua.

## Demografía
Según el censo de 2010, había 40 personas residiendo en el municipio de Henderson. La densidad de población era de 0,53 hab./km². De los 40 habitantes, el municipio de Henderson estaba compuesto por el 97,5 % blancos, el 2,5 % eran amerindios. Del total de la población el 0 % eran hispanos o latinos de cualquier raza.